# Tours
Tours (pronunciado: /tuʀ/) es una ciudad y comuna francesa situada en el departamento de Indre y Loira, del cual es la prefectura, de la región de Centro-Valle de Loira. Su población es de 136 463 habitantes, y la población del conjunto de su área metropolitana es de 294 220 habitantes.
La región de Tours, Turena (Touraine), es a menudo llamada "El jardín de Francia" y conocida por sus vinos y por la perfección del francés que allí se habla. Sus habitantes se hacen llamar los Tourangeaux y las Tourangelles (antiguamente los Turons y las Turonnes). Tours es clasificada como Ciudad de Arte y de Historia y se encuentra atravesada por el río Loira, considerado por la UNESCO como Patrimonio de la Humanidad.

## Geografía
- Altitud: 49 metros.
- Latitud: 47º 22' 59" N[1]
- Longitud: 0º 40' 59" E[1]

El antiguo hábitat está agrupado alrededor de dos núcleos distintos, que constituyen el Tours Viejo: el barrio de la catedral de Saint-Gatien, construido sobre las ruinas de la ciudad galo-romana, y el barrio de Châteauneuf, nacido en la Edad Media alrededor de la primitiva basílica de San Martín de Tours y de la actual plaza Plumereau. Entre estos dos núcleos, todo fue destruido durante la Segunda Guerra Mundial y reconstruido posteriormente.

### Clima
| Parámetros climáticos promedio de Tours (normales 1981–2010)     | Parámetros climáticos promedio de Tours (normales 1981–2010) | Parámetros climáticos promedio de Tours (normales 1981–2010) | Parámetros climáticos promedio de Tours (normales 1981–2010) | Parámetros climáticos promedio de Tours (normales 1981–2010) | Parámetros climáticos promedio de Tours (normales 1981–2010) | Parámetros climáticos promedio de Tours (normales 1981–2010) | Parámetros climáticos promedio de Tours (normales 1981–2010) | Parámetros climáticos promedio de Tours (normales 1981–2010) | Parámetros climáticos promedio de Tours (normales 1981–2010) | Parámetros climáticos promedio de Tours (normales 1981–2010) | Parámetros climáticos promedio de Tours (normales 1981–2010) | Parámetros climáticos promedio de Tours (normales 1981–2010) | Parámetros climáticos promedio de Tours (normales 1981–2010) |
| Mes                                                              | Ene.                                                         | Feb.                                                         | Mar.                                                         | Abr.                                                         | May.                                                         | Jun.                                                         | Jul.                                                         | Ago.                                                         | Sep.                                                         | Oct.                                                         | Nov.                                                         | Dic.                                                         | Anual                                                        |
| ---------------------------------------------------------------- | ------------------------------------------------------------ | ------------------------------------------------------------ | ------------------------------------------------------------ | ------------------------------------------------------------ | ------------------------------------------------------------ | ------------------------------------------------------------ | ------------------------------------------------------------ | ------------------------------------------------------------ | ------------------------------------------------------------ | ------------------------------------------------------------ | ------------------------------------------------------------ | ------------------------------------------------------------ | ------------------------------------------------------------ |
| Temp. máx. abs. (°C)                                             | 16.9                                                         | 22.1                                                         | 25.3                                                         | 29.2                                                         | 31.8                                                         | 39.1                                                         | 40.8                                                         | 39.8                                                         | 35.1                                                         | 29.0                                                         | 22.3                                                         | 18.5                                                         | 40.8                                                         |
| Temp. máx. media (°C)                                            | 7.3                                                          | 8.5                                                          | 12.3                                                         | 15.2                                                         | 19.1                                                         | 22.8                                                         | 25.5                                                         | 25.4                                                         | 21.8                                                         | 16.8                                                         | 10.9                                                         | 7.5                                                          | 16.1                                                         |
| Temp. mín. media (°C)                                            | 2.0                                                          | 1.9                                                          | 3.9                                                          | 5.6                                                          | 9.2                                                          | 12.1                                                         | 14.0                                                         | 13.7                                                         | 11.1                                                         | 8.6                                                          | 4.6                                                          | 2.5                                                          | 7.5                                                          |
| Temp. mín. abs. (°C)                                             | -17.4                                                        | -14.2                                                        | -10.3                                                        | -3.4                                                         | -0.6                                                         | 2.6                                                          | 4.3                                                          | 4.8                                                          | 0.9                                                          | -2.3                                                         | -7.1                                                         | -18.5                                                        | -18.5                                                        |
| Precipitación total (mm)                                         | 66.2                                                         | 55.8                                                         | 50.3                                                         | 55.8                                                         | 62.3                                                         | 46.1                                                         | 53.2                                                         | 42.5                                                         | 53.2                                                         | 70.9                                                         | 68.0                                                         | 71.3                                                         | 695.6                                                        |
| Días de precipitaciones (≥ 1 mm)                                 | 11.9                                                         | 9.5                                                          | 9.9                                                          | 9.6                                                          | 9.8                                                          | 7.0                                                          | 6.9                                                          | 6.2                                                          | 7.8                                                          | 10.5                                                         | 11.2                                                         | 11.4                                                         | 111.6                                                        |
| Días de nevadas (≥ 1 mm)                                         | 2.4                                                          | 2.9                                                          | 1.8                                                          | 0.7                                                          | 0.1                                                          | 0.0                                                          | 0.0                                                          | 0.0                                                          | 0.0                                                          | 0.0                                                          | 1.0                                                          | 1.7                                                          | 10.6                                                         |
| Horas de sol                                                     | 69.9                                                         | 90.3                                                         | 144.2                                                        | 178.5                                                        | 205.6                                                        | 228.0                                                        | 239.4                                                        | 236.4                                                        | 184.7                                                        | 120.6                                                        | 76.7                                                         | 59.2                                                         | 1833.3                                                       |
| Humedad relativa (%)                                             | 87                                                           | 84                                                           | 79                                                           | 74                                                           | 77                                                           | 75                                                           | 72                                                           | 73                                                           | 77                                                           | 84                                                           | 87                                                           | 89                                                           | 79.8                                                         |
| Fuente n.º 1: Météo France                                       |                                                              |                                                              |                                                              |                                                              |                                                              |                                                              |                                                              |                                                              |                                                              |                                                              |                                                              |                                                              |                                                              |
| Fuente n.º 2: Infoclimat.fr (humedad y días con nieve 1961–1990) |                                                              |                                                              |                                                              |                                                              |                                                              |                                                              |                                                              |                                                              |                                                              |                                                              |                                                              |                                                              |                                                              |

## Demografía
| 21 000                          | 20 240 | 21 703 | 21 928 | 23 235 | 26 669 | 30 072 | 30 766 | 33 530 | 38 055 | 41 061 | 42 450 | 43 368 | 48 325 | 52 209 | 59 585 | 60 335 | 63 267 | 64 695 | 67 601 | 73 398 | 75 096 | 77 192 | 78 585 | 83 753 | 80 044 | 83 618 | 92 944 | 128 120 | 140 686 | 132 209 | 129 509 | 133 820 | 136 600 | 136 578 |
| (Fuente: INSEE-fr, otra fuente) |        |        |        |        |        |        |        |        |        |        |        |        |        |        |        |        |        |        |        |        |        |        |        |        |        |        |        |         |         |         |         |         |         |         |

## Historia

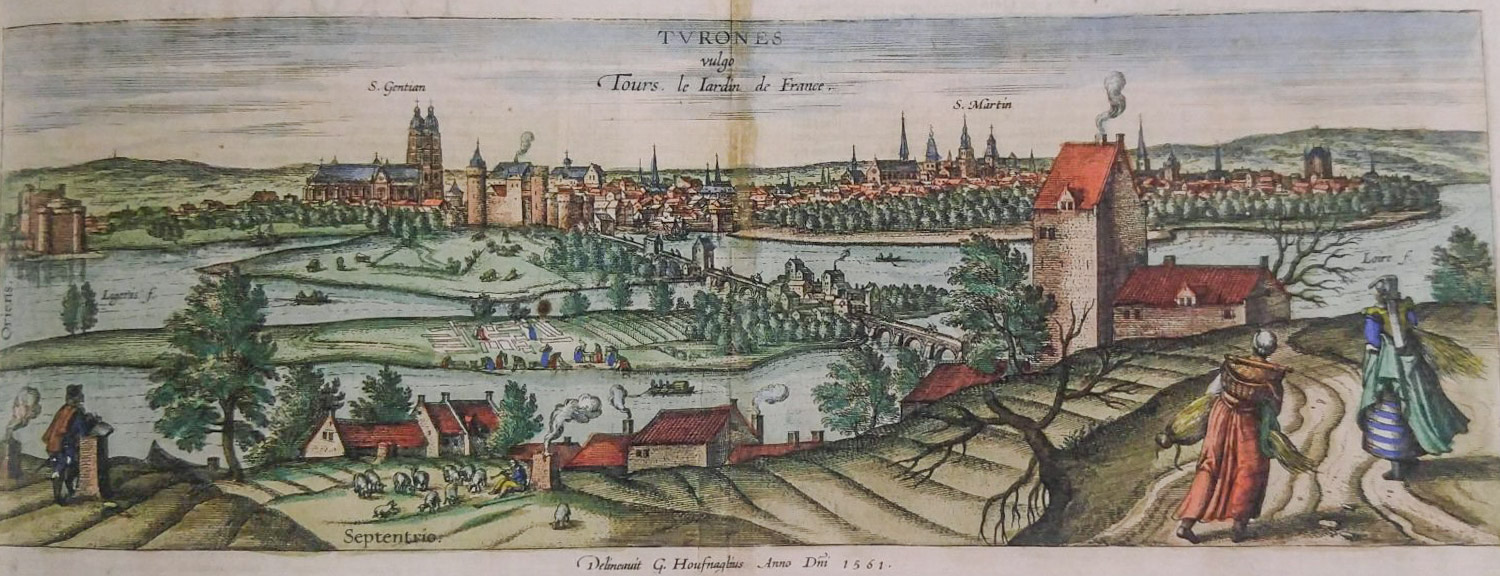
Vista de la ciudad de Tours en 1561

Tours fue una ciudad importante desde la época de los galos, como lugar de pasaje por el Loira. Los galos que habitaban en este sitio se llamaban túronos y fueron ellos quienes dejaron su nombre a la ciudad (Civitas Turonorum). Ya desde el siglo III, la urbe romana fue un importante foco de la cristiandad, donde se estableció una sede episcopal, con san Gatien como primer obispo. Una de las personalidades más notables de la ciudad fue Martín de Tours (san Martín). Estando al servicio del ejército romano, compartió su manto con un mendigo. Esta historia, y la importancia de San Martín en la región, hicieron de Tours una ciudad de peregrinación en la Edad Media, así como una de las etapas en el camino hacia Santiago de Compostela. 
En el siglo VI, Gregorio de Tours, autor de la Historia de los francos, deja huella en Tours. De esta forma Tours se transforma en la capital del Condado de Tours o la "Touraine". Gregorio menciona la existencia de un conde Leodastis hacia el año 575.
Tours fue capital de Francia bajo Luis XI, quien se instala en el Castillo de los Montils (Château des Montils), actual Castillo del Plessis (Château du Plessis) en La Riche (en la periferia al oeste de Tours). Tours y la región de Touraine permanecen como residencia continua de los reyes de Francia y de su corte. En el Renacimiento se levantan en Tours y en su región varios castillos, reunidos en su mayor parte bajo la denominación genérica de Castillos del Loira (Châteaux de la Loire).
En la época de Francisco I, la industria de la seda fue introducida en Tours. Hoy en día esta industria ha sobrevivido con gran dificultad.

## Monumentos y sitios de interés
- Castillo de Tours
- Catedral de San Gaciano
- Basílica de San Martín de Tours
- Ayuntamiento de Tours

## Museos

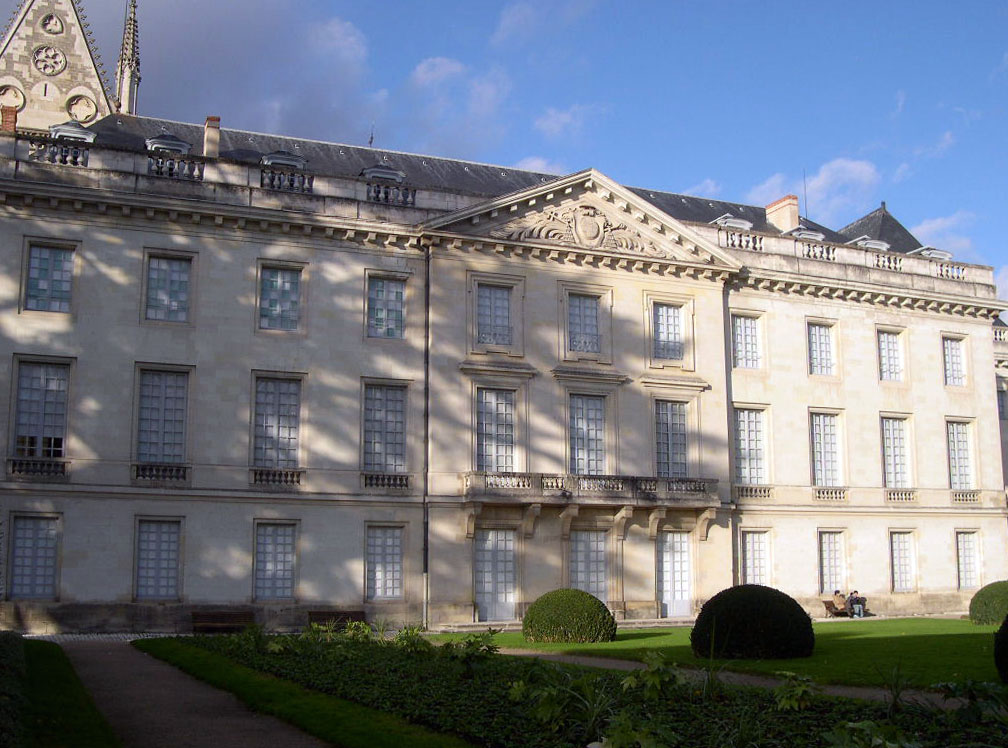
Museo de Bellas Artes.

- De Bellas Artes
- del Compagnonnage
- de Historia Natural
- del Hôtel Gouïn
- de San Martín
- de los vinos de Tours
- del Gemmail

## Vías de comunicación
La ciudad posee un aeropuerto y dos estaciones de tren, la céntrica estación de Tours y la estación de Saint-Pierre-des-Corps.

## Educación
- Universidad François Rabelais
- Escuela Superior de las Bellas Artes de Tours

## Deportes
En Tours se sitúa la meta de la París-Tours, una prestigiosa carrera ciclista de un día, que se disputa anualmente durante el mes de octubre. En el mes de marzo, en la localidad también se sitúa la meta de la carrera ciclista La Roue Tourangelle.

## Ciudades hermanadas
- Segovia (España)
- Parma (Italia)
- Mülheim an der Ruhr (Alemania)
- Luoyang (China)
- Springfield (Estados Unidos)
- Trois-Rivières (Canadá)
- Takamatsu (Japón)
- Braşov (Rumania)
- Mineápolis (Estados Unidos)

## Acuerdos de cooperación
- Sarátov (Rusia)
- Szombathely (Hungría)
- Settat (Marruecos)
- Marrakech (Marruecos)